# Jentink-Hörnchen
Das Jentink-Hörnchen (Sundasciurus jentinki) ist ein Hörnchen aus der Gattung der Sunda-Baumhörnchen (Sundasciurus). Es kommt in den beiden Unterarten S. j. jentinki und S. j. subsignanus (Chasen, 1937) auf Borneo vor. Mit dem Artepitheton und dem Trivialnamen wird der niederländische Zoologe Fredericus Anna Jentink geehrt.

## Merkmale
Die Männchen des Jentink-Hörnchens erreichen eine Kopf-Rumpf-Länge von 130,6 mm, eine Schwanzlänge von 125,2 mm und ein Gewicht 60,0 g, die Weibchen eine Kopf-Rumpf-Länge von 126,6 mm, eine Schwanzlänge 112,6 mm und ein Gewicht von 55,0 g. Bei der Nominatform S. j. jentinki ist die Oberseite ziemlich hell mit bräunlichen oder cremeweißen Sprenkeln. Die Unterseite ist grau. Die Vibrissen, der Augenring und der Ohrenrand sind cremeweiß. Der sehr dünne Schwanz ist mit rötlichen, schwarzen und weißen Haaren bedeckt. Die Unterart S. j. subsignanus hat sandfarbene anstatt weiße Spitzen an den Schwanzhaaren.

## Verbreitung
Das Jentink-Hörnchen kommt in zwei Unterarten auf der südostasiatischen Insel Borneo (Kalimantan) vor: S. j. jentinki lebt am Mount Kinabalu, in der Crocker Range, am Gunung Trus Madi in Sabah, in den Grenzhügeln zwischen Sabah und Sarawak sowie im Hochland von Kelabit und an anderen Bergen in Sarawak. Das Verbreitungsgebiet von S. j. subsignanus erstreckt sich vom Long Petak bis zu den Flüssen Sungai Telen, Sungai Badang und Sungai Kayan in Ost-Borneo.

## Lebensraum und Lebensweise
Das Jentink-Hörnchen bewohnt Bergwälder in Höhenlagen ab 900 m. Es ist tagaktiv und geht hauptsächlich in den Kronen kleiner Bäume auf Nahrungssuche. Hier folgt es häufig den Vogelschwärmen, wenn sie auf Insektenjagd sind.

## Status
Die IUCN klassifiziert das Jentink-Hörnchen in die Kategorie „nicht gefährdet“ (least concern). Es sind keine größeren Bedrohungen für diese Art bekannt, jedoch stellt die Umwandlung des Waldes in Ackerflächen für den Kartoffel- und Erdbeeranbau eine potentielle Gefährdung dar. Da das Jentink-Hörnchen jedoch Hügelwälder bevorzugt, findet die überwiegende Waldumwandlung unterhalb seines Lebensraums statt.